# 小行星20772
小行星20772（20772 Brittajones）是一颗绕太阳运转的小行星，为主小行星带小行星。该小行星于2000年8月31日发现。

## 轨道参数
小行星20772的轨道半长轴为2.5314201 UA，离心率为0.060。